# 孫玉雲
 孫玉雲（1961年10月20日—）為前臺灣女子籃球運動員，場上位置為中鋒與前鋒，田徑運動員出身，專攻400公尺與800公尺，1984年從電信女籃轉戰台電女籃，1988年高掛球鞋。